# Bergen, Norvegia
Bergen este un oraș în provincia (norvegiană Fylke) Vestland, din vestul Norvegiei. Orașul are aproximativ 239.209 de locuitori și este al doilea cel mai mare oraș din Norvegia după capitala Oslo. Cartierul istoric Bryggen din Bergen a fost înscris în anul 1979 pe lista patrimoniului cultural mondial UNESCO. Bergen a fost în trecut un important centru comercial care a făcut parte din Liga Hanseatică.

## Istorie
În mod tradițional, se credea că orașul Bergen a fost fondat de regele Olav Kyrre, fiul lui Harald Hardråde, în anul 1070 d.Hr., la patru ani după încheierea epocii vikinge din Anglia, odată cu bătălia de la Stamford Bridge. Cercetările moderne au descoperit însă că o așezare comercială fusese deja stabilită în anii 1020 sau 1030.
La începutul secolului 13, Bergen a asumat funcția de capitală a Norvegiei. Catedrala orașului a fost loc primei încoronări roiale prin 1150 și, a continuat cu încoronări până în secolul 14. Funcția orașului ca capitală a fost dată la Oslo în timpul regelui Hakkon V (1299-1319). Economia orașului era predominată de meșteșug, pescuit și comerț, având un port. Este crezut că ciuma a fost adusă în Norvegia în anul 1349, de la o barcă engleză în portul din Bergen.
În secolul al 15-lea, orașul a fost atacat de mai multe ori de Frații Victual, iar în 1429 aceștia au reușit să incendieze castelul regal și o mare parte din oraș. În 1665, portul orașului a fost locul bătăliei de la Vågen, când o flotilă navală engleză a atacat o flotă comercială și de comori olandeză, susținută de garnizoana orașului. Incendiile accidentale au scăpat uneori de sub control, iar unul din 1702 a transformat cea mai mare parte a orașului în cenușă. 
Prin secolele 15 și 16, Bergen a rămas una dintre cele mai mari orașe din Scandinavia, ci a fost și cel mai mare oraș al Norvegiei până în 1830.

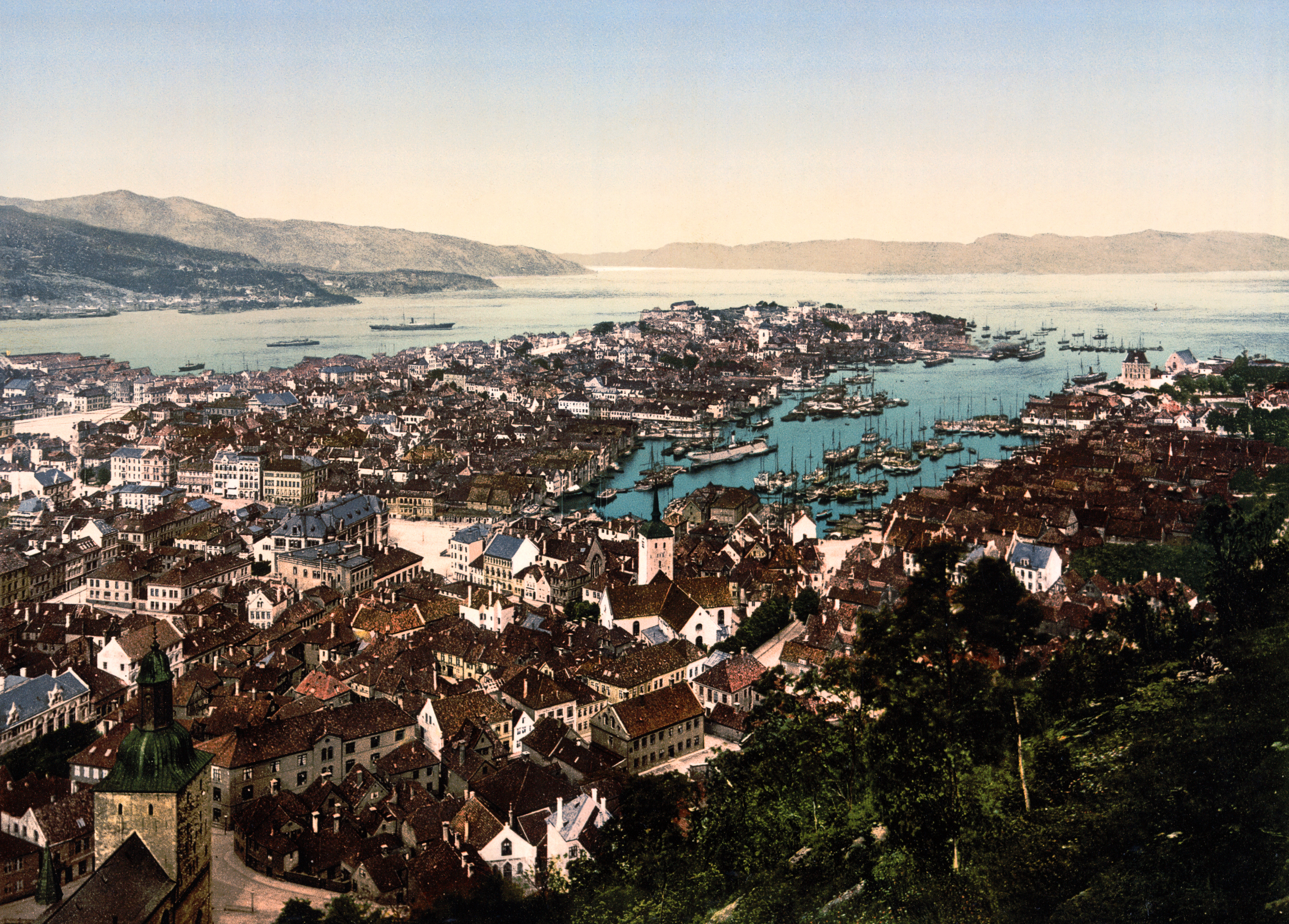
O Litografie fotocromatică a orașului Bergen la sfârșitul secolului 19. Se vede centrul istoric, catedrala și fortăreața Bargenhus.

Bergen a fost separat de Hordaland ca județ propriu în 1831. A fost înființat ca municipalitate la 1 ianuarie 1838 (vezi formannskapsdistrikt). Municipalitatea rurală Bergen landdistrikt a fost fuzionată cu Bergen la 1 ianuarie 1877. Municipalitatea rurală Årstad a fost fuzionată cu Bergen la 1 iulie 1915.

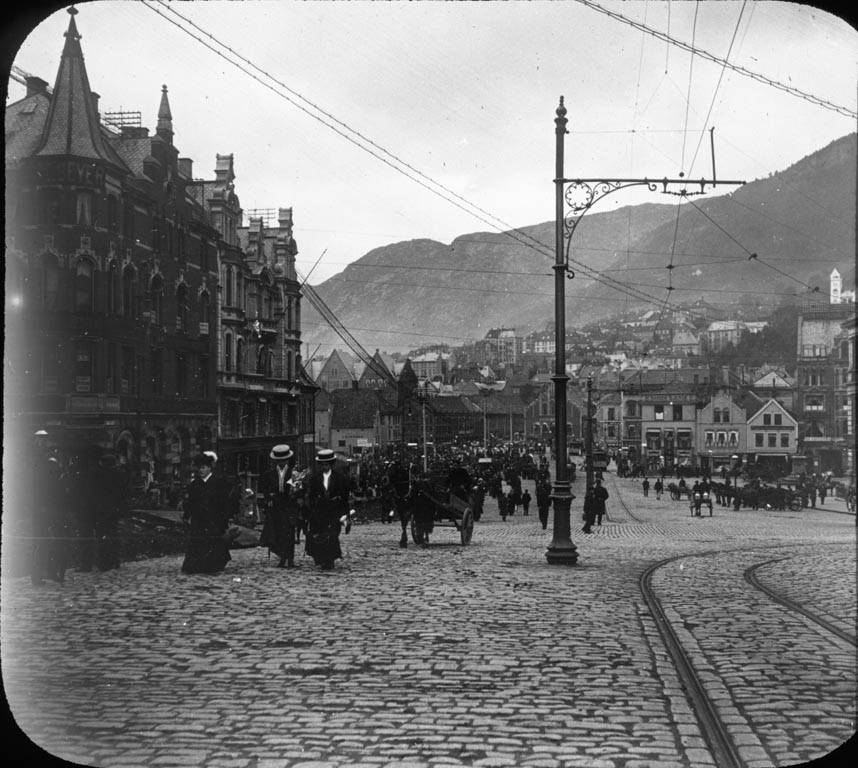
Bergen în 1909

În Al doilea Război Mondial, Bergen a fost ocupat de către Germania Nazistă în prima zi a invaziei după o bătălie între nave Germane și artilerie de coastă din Norvegia. Forțele aliate au bombardat orașul de puține ori, țintând să distrugă instalații navale din portul orașului. Unii civili au fost răniți și uni chiar și uciși (circa 100 decesuri). Orașul a fost liberat după război.
Municipalitățile rurale Arna, Fana, Laksevåg și Åsane au fost unite cu Bergen la 1 ianuarie 1972. Orașul și-a pierdut statutul de județ separat la aceeași dată, iar Bergen este acum o municipalitate în județul Vestland.

## Geografie
Orașul are o suprafață de 465 km² și este situat pe coasta de sud-vest a Norvegiei, între de syv fjell (cei șapte munți). Orașul este renumit pentru nivelul înalt de ploaie/precipitație - în general, pentru fiecare zi fără ploaie, sunt două cu ploaie. Precipitație anuală medie este de 2250 mm. Cea mai lungă perioadă de ploaie neîntreruptă a fost între 3 ianuarie și 26 martie 1990, când a plouat zi-de-zi pentru aproape trei luni.

## Demografie
Populația istorică a orașului Bergen: (1801-2021)
| An   | Nr. locuitori | Creștere |
| ---- | ------------- | -------- |
| 1801 | 24,136        | +28.2%   |
| 1815 | 23,123        | −4.2%    |
| 1825 | 28,195        | +21.9%   |
| 1835 | 31,525        | +11.8%   |
| 1845 | 33,145        | +5.1%    |
| 1855 | 37,015        | +11.7%   |
| 1865 | 42,994        | +16.2%   |
| 1875 | 54,436        | +26.6%   |
| 1890 | 72,879        | +33.9%   |
| 1900 | 94,485        | +29.6%   |
| 1910 | 104,224       | +10.3%   |
| 1920 | 118,490       | +13.7%   |
| 1930 | 129,118       | +9.0%    |
| 1946 | 153,446       | +18.8%   |
| 1950 | 162,381       | +5.8%    |
| 1960 | 185,822       | +14.4%   |
| 1970 | 209,066       | +12.5%   |
| 1980 | 207,674       | −0.7%    |
| 1990 | 212,944       | +2.5%    |
| 2001 | 232,989       | +9.4%    |
| 2011 | 260,392       | +11.8%   |
| 2021 | 285,601       | +9.7%    |

La începutul anului 2022, orașul a avut o populație de 286,930 locuitori, cu o densitate a populației de 599 loc./km2.
Minorități din Bergen după țară de naștere: (1 ianuarie 2024)
- Polonia - 6,755
- Ucraina - 2,384
- Lituania - 2,151
- Siria - 2,064
- Somalia - 2,010
- Iraq - 1,904
- Eritreea - 1,769
- Germania - 1,691
- India - 1,509
- România - 1,415

## Politică
Din 2000, Bergen este administrat de un guvern municipal (byråd în norvegiană). Guvernul este compus din cinci comisari care sunt aleși de un consiliu al orașului, autoritatea supremă din Bergen.

## Cartierul Bryggen
În forma lor actuală, depozitele de mărfuri din cartierul Bryggen („chei”, „ponton”) au fost construite în 1702, dar primii comercianți germani s-au stabilit acolo deja prin anii 1230. Străinii nu aveau voie să locuiască în oraș, cu excepția sezonului de vară, dar germanii au primit permisiune specială să stea și iarna începând cu anul 1278. Comerțul din Bergen a fost astfel dominat de germani, care au intrat în Liga Hanseatică. Biroul German din Bergen era condus de un consiliu ales de comercianții germani, care aveau o societate paralelă celei norvegiene. Distincția principală era faptul că germanii erau toți bărbați, neavând voie să se căsătorească. Ucenici veneau din Germania, și într-un timp când barierele sociale erau destul de stricte, puteau să urce pe scara socială, după care se întorceau în Germania unde își întemeiau familie. În 1615 erau 119 case germane în Bryggen, dar în 1736 mai erau doar 17. Biroul german a fost închis în 1754, și înlocuit cu Biroul Norvegian- numit mai târziu Biroul Bergen- care a fost închis în 1899.
Între 1172 și 1702 Bryggen a ars de 7 ori. Fiecare dată, clădirile au fost reconstruite după modelul original. În 1927, cartierul a fost numit patrimoniu național, dar a fost distrus în marea sa majoritate de o explozie puternică în 1944, și de alte două incendii (1955 și 1958).
Fundația Bryggen a fost fondată în 1962, ea având ca scop să păstreze cartierul în condiții cât mai bune.

## Personalități marcante
- Liv Grete Poirée
- Varg Vikernes
- Abbath Doom Occulta